# 果てしなき愛
果てしなき愛（ブレッス・ユー）（Bless You）は1974年に発表されたジョン・レノンの個人名義第4弾アルバム心の壁、愛の橋に収録された曲である。
この曲が収録されたアルバムに収録された曲はホワット・ユー・ガット、ビーフ・ジャーキー、ヤ・ヤを除く9曲が独自の邦題がつけられていたがこの曲は原題がサブ・タイトルとしてつけられた唯一の曲である。原題のブレッス・ユー（Bless You）は直訳すると「幸せに」と読める。
曲の内容は、邦題の元となっているように愛は果てしなく続くのだと世界中の人の心に留めてほしいというメッセージをテーマとしたものである。

## カバー・バージョン
- リアム・ギャラガー ‐ 2022年発売のEP『ダイヤモンド・イン・ザ・ダーク』に収録。